# Атаджанов, Джуманазар Азадович
Джуманазар Азадович Атаджанов (11 июня 1976, Хива, Хорезмская область, Узбекская ССР) — узбекский физик, экономист и политический деятель, депутат Законодательной палаты Олий Мажлиса Республики Узбекистан II и IV созыва. Член Демократической партии Узбекистана «Миллий Тикланиш».

## Биография
В 1998 году окончил Ташкентский государственный университет, а в 2004 году в Национальном университете Узбекистана получил вторую специальность. В 2007 году окончил Академию государственного и общественного строительства при президенте Узбекистана.
В 2010 году избран в Законодательную палату Олий Мажлиса Республики Узбекистан II созыва. В 2020 году снова избран в Законодательную палату Олий Мажлиса Республики Узбекистан IV созыва, а также назначен на должность члена Комитета по вопросам охраны здоровья граждан Законодательной палаты Олий Мажлиса Республики Узбекистан.
25 августа 2021 года указом президента Узбекистана Шавката Мирзиёева награждён медалью «Содиқ хизматлари учун» (За верную службу).